# Ike Thomas
Isaac „Ike“ Thomas (* 4. November 1947 in Calcasieu Parish, Louisiana, USA) ist ein ehemaliger US-amerikanischer American-Football-Spieler. Er spielte unter anderem als Kick Returner in der National Football League (NFL) bei den Dallas Cowboys, Green Bay Packers und den Buffalo Bills.

## Spielerlaufbahn
Ike Thomas besuchte in Hot Springs, Arkansas die High School. Nach seinem Schulabschluss studierte er am Bishop College und wurde aufgrund seiner sportlichen Leistungen als College-Football-Spieler für ein Auswahlspiel nominiert.
Thomas wurde im Jahr 1971 von den durch Tom Landry betreuten Dallas Cowboys in der zweiten Runde an 51. Stelle gedraftet. Mit der Mannschaft aus Dallas gelang ihm dann auch sein größter sportlicher Erfolg. Die Cowboys gewannen in seinem Rookiespieljahr in der Regular Season elf von 14 Spielen und zogen damit in die Play-offs ein, wo sie zunächst auf die Minnesota Vikings trafen. Zum 20:12-Sieg seines Teams über die Mannschaft aus Minnesota konnte Thomas zwei Kick-Returns mit einem Raumgewinn von 31 Yards beitragen. Nach einem 14:3-Sieg über die San Francisco 49ers im sich daran anschließenden NFC Championship Game gelang seinem Team im Super Bowl VI gegen die von Don Shula trainierten Miami Dolphins ein 24:3-Sieg.
In den nächsten beiden Jahren spielte Thomas für die von Dan Devine betreuten Green Bay Packers und wechselte danach in die World Football League (WFL) zu den Charlotte Hornets/New York Stars, bevor er im Jahr 1975 für die von Lou Saban trainierten Buffalo Bills auflief. Nach drei Spieljahren in der Canadian Football League (CFL) bei den Toronto Argonauts und den Hamilton Tiger-Cats beendete er seine Laufbahn.

## Nach der Laufbahn
Ike Thomas arbeitete nach seiner Laufbahn als Bewährungshelfer. Er ist verheiratet und hat vier Kinder und ist mit seiner eigenen Stiftung sozial engagiert.

## Quelle
- Jens Plassmann: NFL – American Football. Das Spiel, die Stars, die Stories (= Rororo 9445 rororo Sport). Rowohlt, Reinbek bei Hamburg 1995, ISBN 3-499-19445-7.
- Peter Golenbock: Landry’s Boys: An Oral History of a Team and an Era, Triumph Books, 2005, ISBN 1-61749-954-4
- Brian Jensen, Troy Aikman: Where Have All Our Cowboys Gone, 2005, ISBN 1-4616-3611-6